# Lepidopilum grevilleanum
Lepidopilum grevilleanum är en bladmossart som beskrevs av Mitten 1869. Lepidopilum grevilleanum ingår i släktet Lepidopilum och familjen Daltoniaceae. IUCN kategoriserar arten globalt som akut hotad. Inga underarter finns listade i Catalogue of Life.